# Lilium nepalense
Lilium nepalense es una especie de planta bulbosa perteneciente a la familia Liliaceae nativa del Himalaya, desde Bután a través de Nepal a Uttaranchal.

## Descripción
Es una planta que alcanza un metro de altura, usualmente menos. Tiene bulbos con estolones. Las flores son pocas, a menudo solitarias de color verde pálido con la garganta de color púrpura y aromáticas.

## Variedades
- L. nepalense var. nepalense
- L. nepalense var. concolor
- L. nepalense var. robustum

## sinonimia
- Lilium ochroleucum Wall. ex Baker, J. Linn. Soc., Bot. 14: 231 (1872), pro syn.[1]